# Giorgio Faldini
Giorgio Faldini (Tunisz, 1912. április 10. – ?, 2000. augusztus 1.) világbajnok olasz tőrvívó, edző.